# Olesno (gemeente in powiat Oleski)
De gemeente Olesno is een stad- en landgemeente in het Poolse woiwodschap Opole, in powiat Oleski.
De zetel van de gemeente is in Olesno.
Op 30 juni 2006, telde de gemeente 18 837 inwoners.

## Oppervlakte gegevens
In 2002 bedroeg de totale oppervlakte van gemeente Olesno 240,8 km², waarvan:
- agrarisch gebied: 49%
- bossen: 43%

De gemeente beslaat 24,73% van de totale oppervlakte van de powiat.

## Demografie
Stand op 30 juni 2006:
| Omschrijving                   | Totaal | Totaal | Vrouwen | Vrouwen | Mannen | Mannen |
| ------------------------------ | ------ | ------ | ------- | ------- | ------ | ------ |
| eenheid                        | aantal | %      | aantal  | %       | aantal | %      |
| inwoners                       | 18 837 | 100    | 9743    | 51,7    | 9094   | 48,3   |
| bevolkingsdichtheid (inw./km²) | 78,2   | 78,2   | 40,5    | 40,5    | 37,7   | 37,7   |

In 2002 bedroeg het gemiddelde inkomen per inwoner 1226,62 zł.

## Plaatsen
Stad Olesno en de dorpen:
Bodzanowice, Borki Małe, Borki Wielkie, Boroszów, Broniec, Grodzisko, Kolonia Łomnicka, Kuczoby, Leśna, Łomnica, Łowoszów, Sowczyce, Stare Olesno, Świercze, Wachowice, Wachów, Wojciechów, Wysoka.

## Aangrenzende gemeenten
Ciasna, Dobrodzień, Gorzów Śląski, Kluczbork, Krzepice, Lasowice Wielkie, Przystajń, Radłów, Zębowice